# Campeonato Sul-Americano de Atletismo de 1926
O Campeonato Sul-Americano de Atletismo de 1926 foi organizado pela CONSUDATLE na cidade de Montevidéu, no Uruguai. Foram disputadas 23 provas com a presença de três nacionalidades.

## Medalhistas

### Masculino
| Evento                  | Ouro                            | Ouro    | Prata                             | Prata   | Bronze                            | Bronze  |
| ----------------------- | ------------------------------- | ------- | --------------------------------- | ------- | --------------------------------- | ------- |
| 100 metros              | Eduardo Albe · Argentina        | 11.0    | Alberto Barucco · Argentina       | 11.2    | Juan Carlos Ure Aldao · Argentina |         |
| 200 metros              | Eduardo Albe · Argentina        | 21.8    | Juan Carlos Ure Aldao · Argentina | 22.0    | Roberto Genta · Argentina         | 22.1    |
| 400 metros              | Federico Brewster · Argentina   | 50.0    | Ángel Prada · Argentina           | 50.4    | Guillermo Godoy · Chile           |         |
| 800 metros              | Leopoldo Ledesma · Argentina    | 1:58.4  | Ernesto Medel · Chile             | 2:00.0  | Víctor Moreno · Chile             |         |
| 1 500 metros            | Leopoldo Ledesma · Argentina    | 4:11.0  | Víctor Moreno · Chile             | 4:12.0  | Ernesto Medel · Chile             |         |
| 3 000 metros            | Manuel Plaza · Chile            | 8:51.4  | Pedro Pérez · Chile               | 9:00.4  | Fernando Cicarelli · Argentina    | 9:12.8  |
| 3 000 metros por equipe | Chile                           |         | Argentina                         |         | Uruguai                           |         |
| 5 000 metros            | Manuel Plaza · Chile            | 15:12.4 | Pedro Pérez · Chile               | 15:40.2 | Fernando Cicarelli · Argentina    | 15:40.4 |
| 10 000 metros           | Manuel Plaza · Chile            | 31:54.0 | José Ribas · Argentina            | 32:48.2 | Juan Bravo · Chile                |         |
| 110 metros barreiras    | Valerio Vallanía · Argentina    | 15.6    | Alfredo Ugarte · Chile            | 15.8    | César Tartaglia · Uruguai         |         |
| 400 metros barreiras    | Federico Brewster · Argentina   | 55.4    | Carlos Müller · Chile             | 56.8    | Raúl Lafitte · Uruguai            | 56.8    |
| 4×100 metros estafetas  | Argentina                       | 43.2    | Uruguai                           | 43.6    | Chile                             |         |
| 4×400 metros estafetas  | Argentina                       | 3:25.2  | Chile                             | 3:30.0  |                                   |         |
| Salto em altura         | Valerio Vallanía · Argentina    | 1.85    | Carlos Patiño · Uruguai           | 1.80    | Atilio Vallanía · Argentina       | 1.80    |
| Salto à vara            | Jorge Haeberli · Argentina      | 3.65    | Enrique Sansot · Chile            | 3.50    | Máximo Virgolini · Argentina      | 3.50    |
| Salto em comprimento    | Valerio Vallanía · Argentina    | 6.75    | Julio Moreno · Chile              | 6.66    | H. Carvallo · Chile               | 6.47    |
| Salto triplo            | Luis Brunetto · Argentina       | 15.10   | Atilio Vicentini · Argentina      | 14.22   | Raúl Leal · Uruguai               | 13.42   |
| Arremesso de peso       | Benjamín Acevedo · Chile        | 13.07   | Custodio Seguel · Chile           | 13.06   | Jorge Llobet Cullen · Argentina   | 12.59   |
| Lançamento de disco     | Jorge Llobet Cullen · Argentina | 38.46   | Pedro Elsa · Argentina            | 38.34   | David Martín Estévez · Uruguai    | 38.26   |
| Lançamento do martelo   | Federico Kleger · Argentina     | 46.46   | Luis Romana · Argentina           | 44.84   | Ricardo Bayer · Chile             | 43.77   |
| Lançamento do dardo     | Carlos Maldonado · Argentina    | 51.93   | Juan Ahlers · Uruguai             | 48.63   | Custodio Seguel · Chile           | 47.93   |
| Decatlo                 | Valerio Vallanía · Argentina    | 5937.57 | Guillermo Newbery · Argentina     | 5895.47 | Erwin Gevert · Chile              | 5765.42 |
| Corta-Mato              | Manuel Plaza · Chile            | 35:40.2 | A. Castillo · Chile               | 36:39.0 | José Ribas · Argentina            |         |

## Quadro de medalhas
| Ordem | País      | Medalha de ouro | Medalha de prata | Medalha de bronze | Total |
| ----- | --------- | --------------- | ---------------- | ----------------- | ----- |
| 1     | Argentina | 17              | 9                | 8                 | 34    |
| 2     | Chile     | 6               | 11               | 9                 | 26    |
| 3     | Uruguai   | 0               | 3                | 5                 | 8     |

Legenda
| Recorde mundial       | Recorde mundial (World record)               |                       | Recorde africano                      | Recorde africano (African) |                                           | Q | Classificado por posição (Qualified) |
| Recorde do campeonato | Recorde do campeonato (Championship record)  | Recorde da América    | Recorde da América (Americas)         | q                          | Classificado por melhor tempo (Qualified) |   |                                      |
| Melhor marca do ano   | Melhor marca do ano (World leading)          | Recorde asiático      | Recorde asiático (Asian)              | DNS                        | Não largou (Did not start)                |   |                                      |
| Recorde nacional      | Recorde nacional (National record)           | Recorde europeu       | Recorde europeu (European)            | DNF                        | Não terminou (Did not finish)             |   |                                      |
| Recorde pessoal       | Recorde pessoal do atleta (Personal best)    | Recorde da Oceania    | Recorde da Oceania (Oceania)          | DSQ / DQ                   | Desclassificado (Disqualified)            |   |                                      |
| Recorde da temporada  | Recorde da temporada do atleta (Season best) | Recorde sul-americano | Recorde sul-americano (South America) | NM                         | Sem marca (No mark)                       |   |                                      |